# Eyjafjalla
|  | No s'ha de confondre amb Eyjafjallajökull. |

El volcà Eyjafjalla és un estratovolcà actiu d'Islàndia de 1.666 metres d'altitud que es troba sota la glacera Eyjafjallajökull i té uns 700.000 anys. La paraula Eyjafjalla ve dels mots ey (en català, illa) i fjall (muntanya).

## Erupcions
L'erupció més llarga de la qual es té coneixement d'aquest volcà va durar de l'any 1821 al 1823. També es coneixen erupcions d'aquest volcà al voltant dels anys 550 i de 1612. La seva última erupció fou el 14 d'abril de 2010.

### Erupció de 2010
La principal particularitat de l'erupció de 2010 és la combinació del magma que vol emergir i la glacera que cobreix el volcà. La calor fon el gel. «És com si llancéssim aigua en una paella d'oli. Més que una erupció gran, és intensa». Les cendres emeses per aquesta erupció van obligar a tallar o minvar el trànsit aeri d'una gran part d'Europa entre els dies 14 i 18 d'abril de 2010, cosa que va anul·lar més de 20.000 vols en aquests dies. Com a referència, l'habitual són uns 28.000 vols diaris a l'espai europeu. Les cendres no eren visibles des del terra, ni detectables pels radars d'avions, però podien afectar les seves turbines.
Les primeres estimacions provisionals dels vulcanòlegs islandesos és que el volcà Eyjafjallajökull està emetent una mitjana de 150.000 a 300.000 tones de CO₂ per dia. Això en principi estaria compensat per la cancel·lació de vols que ha originat, cosa que ha evitat unes 200.000 tones que haurien emès aquests avions.

## Curiositats
Les cancel·lacions de volts de 2010 a causa de les cendres de l'erupció d'aquest volcà van impedir que alguns representants màxims de diferents Estats fossin presents al funeral del president de Polònia, Lech Kaczynski, que va morir en un accident d'avió uns dies abans.
Una de les conseqüències de les cancel·lacions de vols de 2010 va fer que el Barça anés a Milà en autocar, un mitjà de transport actualment poc utilitzat per aquests viatges considerats llargs.